# Comité Olímpico Arubano
Het Comité Olímpico Arubano (afgekort COA en ook wel Arubaans Olympisch Comité genoemd) is een Arubaanse sportorganisatie en lid van het Internationaal Olympisch Comité (IOC).
Het Comité Olímpico Arubano ontstond in 1986, na de nieuwe status van Aruba, als afsplitsing van het Nederlands Antilliaans Olympisch Comité (NAOC).